# Lessach
Lessach é um município da Áustria, situado no distrito de Tamsweg, no estado de Salzburgo. Tem 72,23 km² de área e sua população em 2019 foi estimada em 552 habitantes.